# Chemin Carrosse
Pour les articles homonymes, voir Louis Breguet et Bréguet.
Avenue Louis-Breguet
Le chemin Carrosse (en occitan : camin Carrossa) et l'avenue Louis-Breguet (en occitan : avenguda Louis Breguet) sont deux voies de Toulouse, chef-lieu de la région Occitanie, dans le Midi de la France.

## Situation et accès

### Description
Le chemin Carrosse et l'avenue Louis-Breguet sont deux voies publiques. Elles traversent le quartier de Montaudran.
Elles correspondent à l'ancien chemin vicinal no 41, dit « de Lespinet », qui allait de l'avenue de Lespinet à l'avenue Antoine-de-Saint-Exupéry. Le chemin Carrosse naît perpendiculairement à la ligne de chemin de fer de Bordeaux à Sète, dans l'axe de l'avenue de l'Aérodrome-de-Montaudran qu'elle prolonge à l'est, mais à laquelle elle n'est plus reliée que par un passage souterrain réservé aux piétons, le passage de la Piste-des-Géants. Le chemin Carrosse, en donnant naissance à la rue Claude-Gonin, oblique au nord-ouest. Il longe à gauche des installations industrielles, et à droite plusieurs résidences, pour donner naissance à la rue Émile-Lécrivain. Il oblique ensuite à nouveau au nord-est, face à l'entrée des anciennes halles de montage Latécoère, dévolues par la suite à Air France Industries (actuel no 55).
C'est également à partir de la place qui se forme devant les anciennes halles de montage Latécoère que commence l'avenue Louis-Breguet, dans le prolongement du chemin Carrosse. Elle est bordée par des maisons de la deuxième moitié du XXe siècle, parfois remplacées par des résidences du début du XXIe siècle. Elle donne naissance à la rue du Portillon. Elle se termine en aboutissant à l'avenue Antoine-de-Saint-Exupéry, au niveau du rond-point Henry-Potez.

### Voies rencontrées
L'avenue Louis-Breguet rencontre les voies suivantes, dans l'ordre des numéros croissants (« g » indique que la rue se situe à gauche, « d » à droite) :
1. Passage de la Piste-des-Géants - accès piéton
2. Rue Claude-Gonin (d)
3. Rue Émile-Lécrivain (d)

Le chemin Carrosse rencontre ensuite les voies suivantes, dans l'ordre des numéros croissants (« g » indique que la rue se situe à gauche, « d » à droite) :
1. Rue du Portillon (g)
2. Rue de Vénasque (g)
3. Rond-point Henry-Potez (g)
4. Avenue Antoine-de-Saint-Exupéry

### Transports

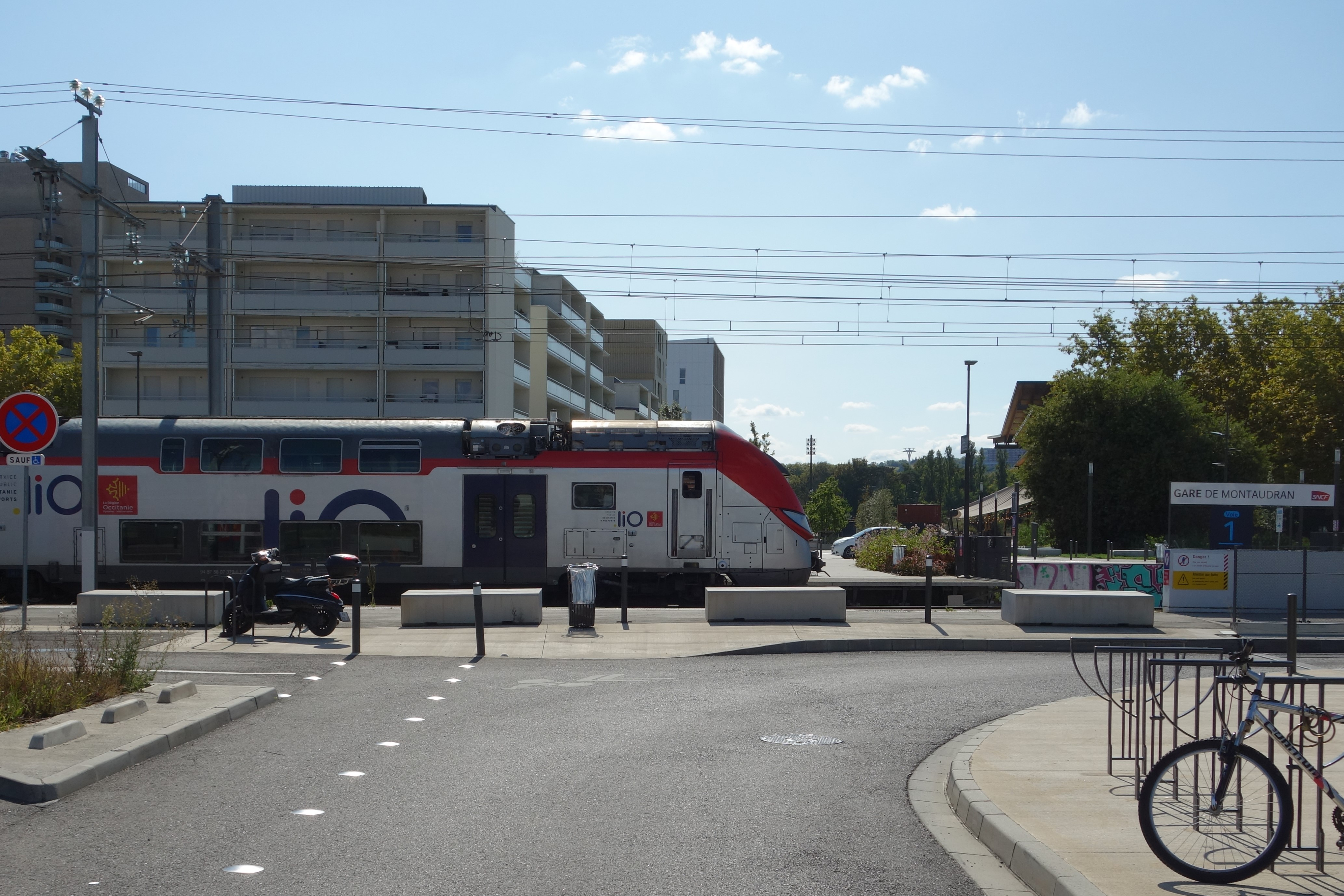
Les quais de la gare de Montaudran en 2024.

Le chemin Carrosse et l'avenue Louis-Breguet sont parcourus et desservis, entre l'avenue Antoine-de-Saint-Exupéry et la rue Claude-Gonin, par la ligne de bus 23. Au carrefour de la première se trouvent également les arrêts de la ligne de Linéo L9, tandis que, le long de la rue Claude-Gonin, se trouve le terminus de la ligne de Linéo L8.
À l'horizon 2028 serait achevée la station Montaudran Gare, sur la future ligne du métro , qui déboucherait à proximité immédiate, le long de l'avenue de l'Aérodrome-de-Montaudran. Elle pourrait également devenir le terminus d'un futur prolongement vers l'est du téléphérique urbain Téléo.
Au sud, le chemin Carrosse aboutit à la gare de Montaudran, située sur la ligne de Toulouse à Sète, entre les gares de Matabiau et de Labège-Innopole. Elle est desservie par des trains régionaux TER Occitanie qui effectuent des missions entre les gares de Matabiau et Carcassonne ou Narbonne, à raison de 18 allers et 16 retours par jour en semaine, et de Matabiau et Perpignan, à raison de 2 allers-retours par jour en semaine.
Il existe enfin plusieurs stations de vélos en libre-service VélôToulouse à proximité : la station no 201 (256 avenue Antoine-de-Saint-Exupéry) et la station no 267 (rue Gonin, angle Génin).

## Odonymie

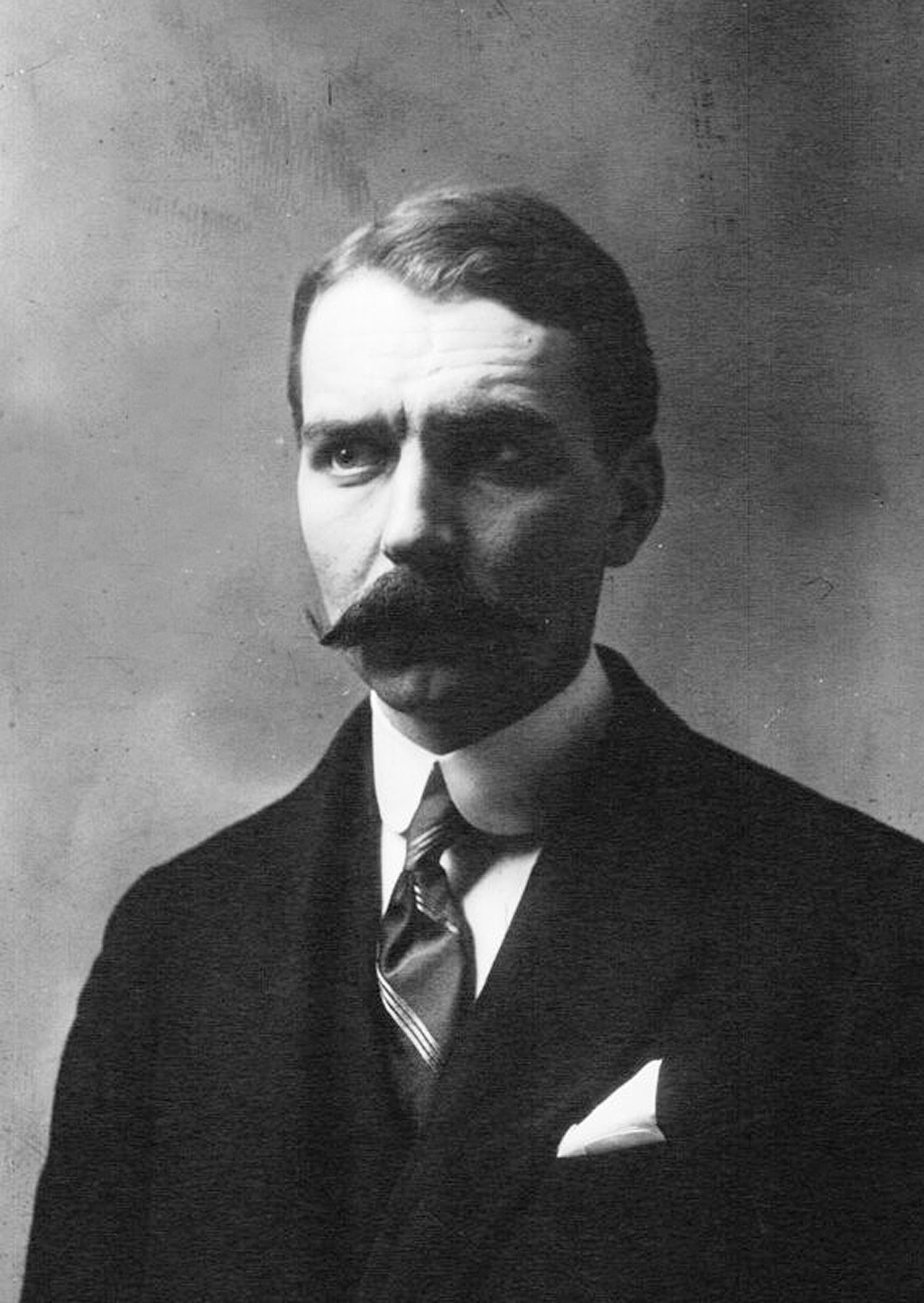
Louis Breguet en 1909 (agence Meurisse, BnF).

Le chemin Carrosse tient son nom d'une ferme à laquelle il aboutissait (emplacement des actuels no 55-59 avenue Louis-Breguet). En 1960, la deuxième partie du chemin a été renommée avenue Louis-Breguet, en l'honneur de Louis Charles Breguet (1880-1955). Diplômé de l'École supérieure d'électricité, il se tourne vers la construction aéronautique à partir de 1907. Il a dirigé la Compagnie des messageries aériennes et la Société anonyme des ateliers d’aviation Louis Breguet.
Par ailleurs, la première partie du chemin Carrosse, entre l'avenue de Lespinet et la ligne de chemin de fer a été absorbée en 2020 par l'avenue de l'Aérodrome-de-Montaudran, tracée dans le cadre de l'aménagement de la ZAC Montaudran.

## Histoire

### Époque contemporaine

#### AuXIXesiècle
L'histoire du chemin Carrosse est mal connue avant la période contemporaine. C'est au XIXe siècle un chemin rural qui traverse une partie de la campagne toulousaine, en descendant depuis le chemin de Revel (actuelle avenue Antoine-de-Saint-Exupéry), qui va au village de Montaudran, jusqu'au chemin de Lespinet (actuelle avenue de Lespinet) et au domaine du même nom (actuel no 6 rue Jacqueline-Auriol). Il dessert également une ferme, connue au milieu du siècle comme la ferme Bilec (emplacement des actuels no 55-59 avenue Louis-Breguet). En 1856, le chemin est coupé par la construction de la ligne de chemin de fer de Toulouse à Sète, sans que le paysage n'en soit plus bouleversé.

#### Dans la première moitié duXXesiècle

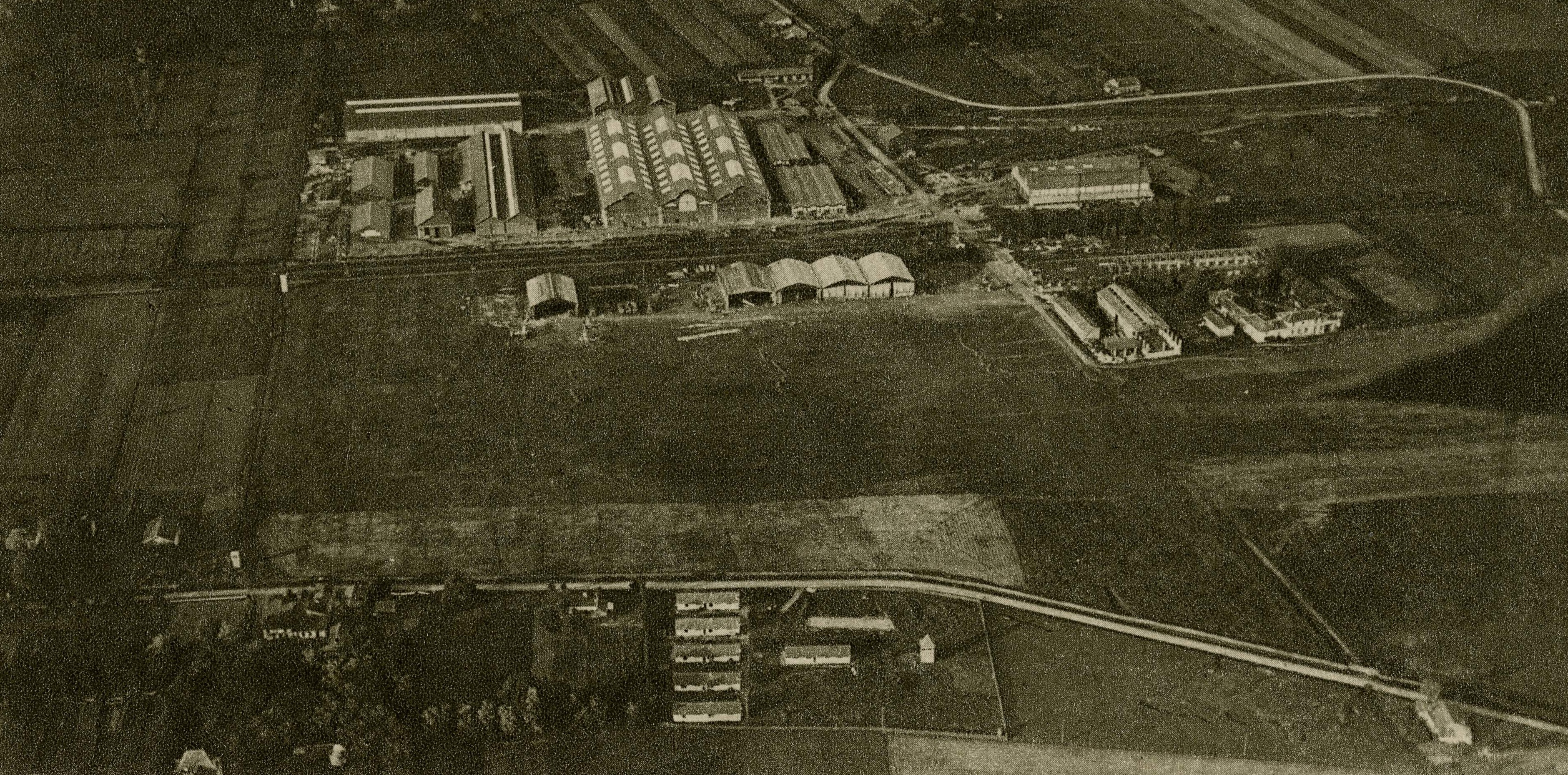
L'aérodrome de Montaudran et les usines Latécoère en 1921 (Flandrin, archives municipales).

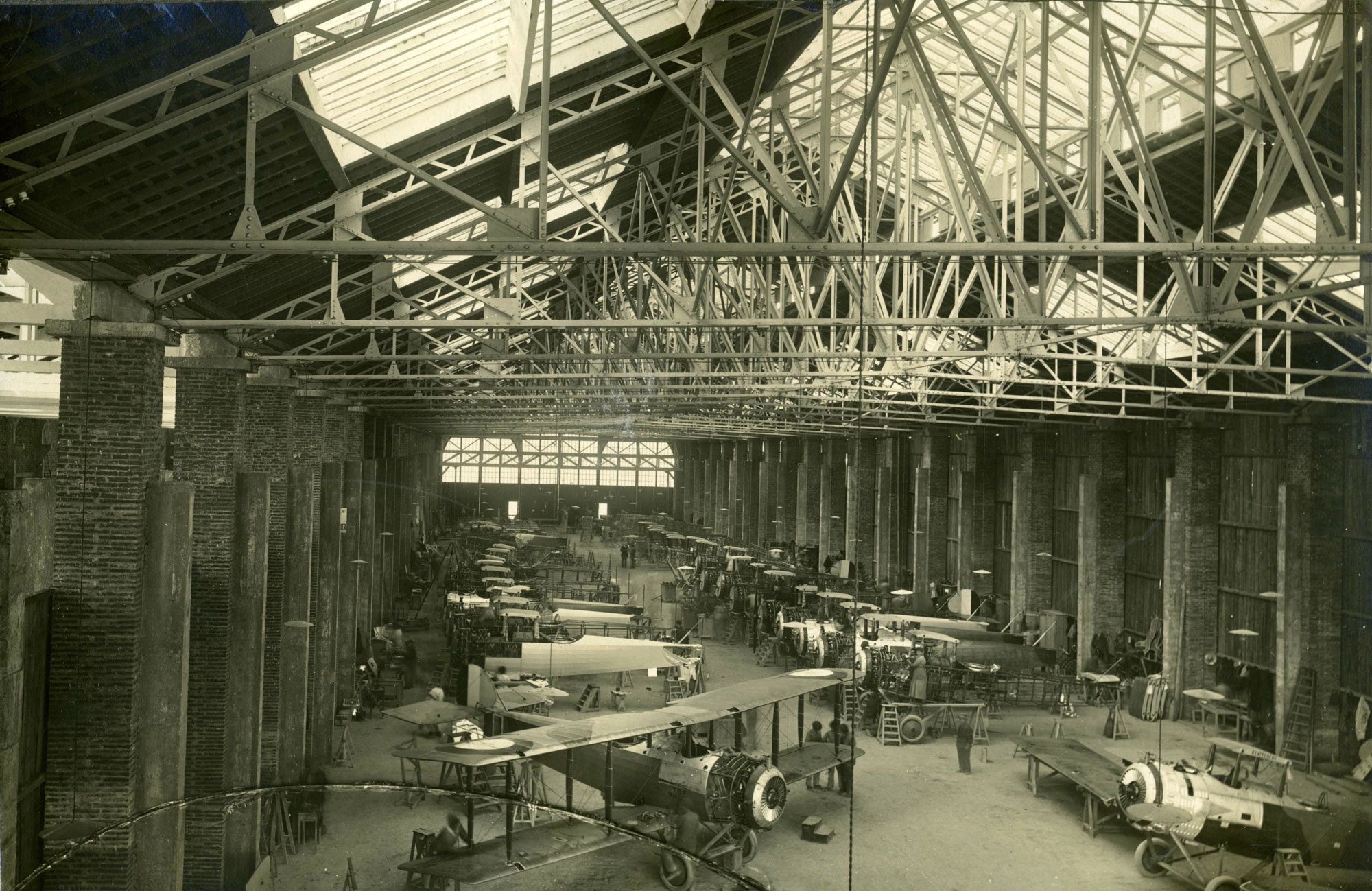
Les halles de l'usine Latécoère en 1918.

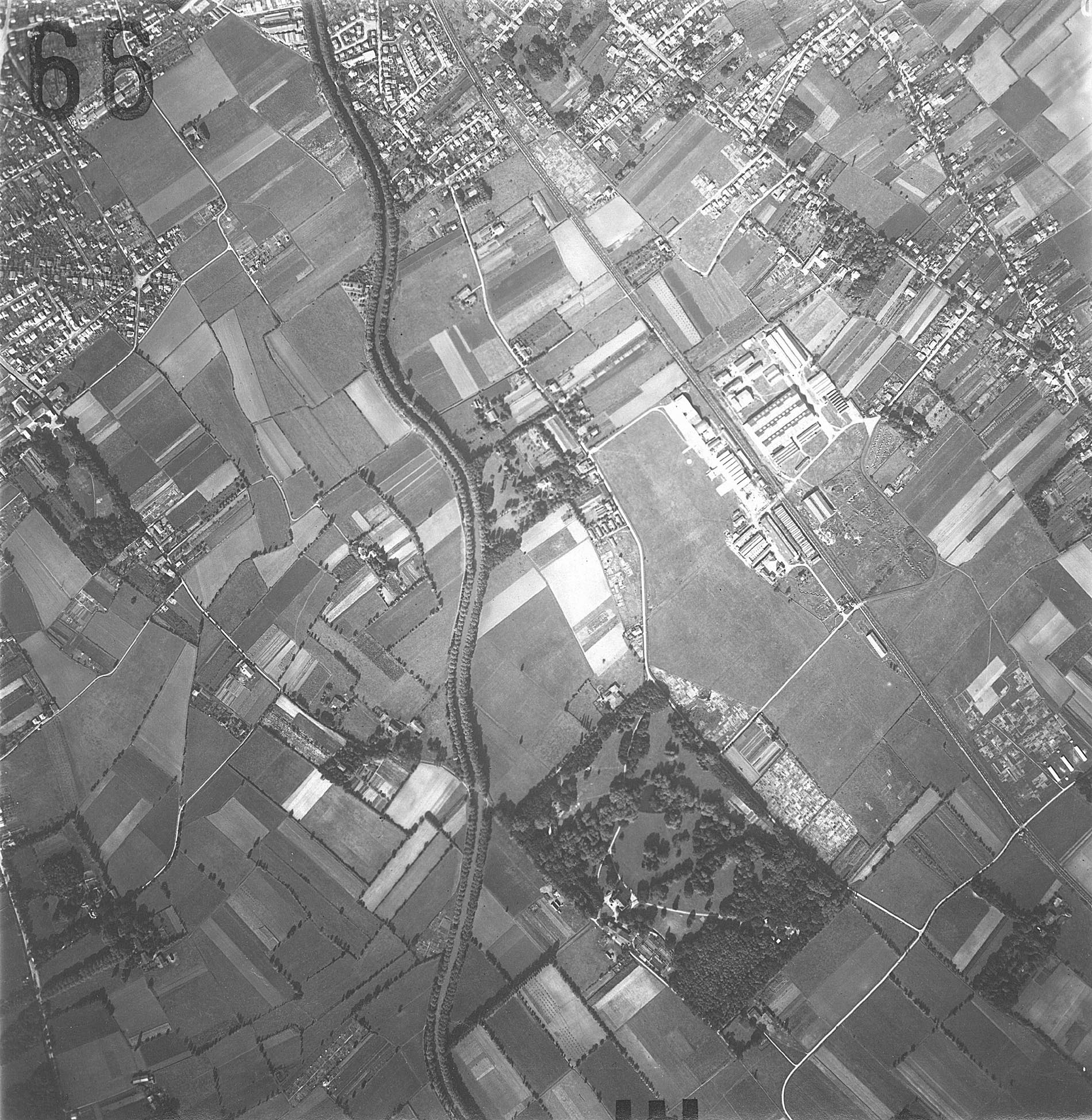
Vue aérienne de l'aérodrome de Montaudran en 1941.

En 1917, Pierre-Georges Latécoère, qui possède près du pont des Demoiselles une usine qui produit du matériel ferroviaire, achète à Montaudran un vaste terrain de 45 hectares traversé par la voie ferrée et desservi par le chemin Carrosse, autour du château de Lespinet-Raynal. Il s'oriente vers la construction aéronautique et obtient un contrat pour 1 000 exemplaires de l'avion de reconnaissance Salmson 2. L'usine de Montaudran sort de terre au début de l'année 1918, avec une halle de montage, une piste engazonnée, divers ateliers et bureaux. Le site emploie alors près de 1 500 ouvriers et ingénieurs, et devient la première usine de fabrication d'avions de la ville, produisant entre 500 et 800 appareils jusqu'à la fin de la guerre. Pierre-Georges Latécoère achète rapidement du terrain en face de ses usines, de l'autre côté de la voie ferrée, et l'aménage en établissant à ses frais un nouveau tracé du chemin Carrosse, un nouveau passage à niveau et une maison de garde-barrière, créant ainsi l'espace du nouvel aérodrome.
Le 11 novembre 1918, jour de l'Armistice, il inscrit au tribunal de commerce de Toulouse les statuts de la première compagnie aérienne française, la Compagnie Espagne Maroc Algérie (CEMA) : c'est depuis cette piste que décolle le 25 décembre 1918, le premier avion civil vers Barcelone, piloté par René Cornemont. En 1921, l'entreprise devient la Compagnie générale d'entreprises aéronautiques (CGEA). En 1926, Pierre-Georges Latécoère se recentre sur son activité industrielle aéronautique et revend une partie de la CGEA à Marcel Bouilloux-Lafont, qui renomme l'entreprise en Compagnie générale aéropostale. Montaudran est alors le lieu de départ de Jean Mermoz, Henri Guillaumet, Didier Daurat, Paul Vachet ou Antoine de Saint-Exupéry, qui acheminent le courrier en direction de l'Afrique et de l'Amérique du Sud.
Mais en 1931, l'affaire de l'Aéropostale conduit à la disparation de l'entreprise et à la création d'Air France en 1933. La nouvelle compagnie déménage sur le site de l'aéroport de Francazal son activité de transport, ne laissant dans les bâtiments du chemin Carrosse que les ateliers d'entretien et de réparation du matériel.
De l'autre côté de la voie ferrée, l'activité est également importante dans les usines Latécoère, qui comptent encore plusieurs centaines d'ouvriers. En 1939, Louis Breguet et Pierre-Georges Latécoère fondent la Société méridionale aéronautique (SMA), avec un effectif de 1 700 ouvriers venus des usines Breguet du Havre et de Bouguenais. En 1940 cependant, ils se séparent, et Pierre-Georges Latécoère laisse à Louis Breguet les usines de Montaudran, désormais absorbées par les ateliers d'aviation Louis Breguet.
Pendant la Seconde Guerre mondiale, la direction de l'entreprise Breguet trouve refuge à Toulouse, sur le site de Montaudran. Les usines Breguet de Montaudran et de Saint-Martin-du-Touch travaillent pour l'occupant allemand et deviennent des objectifs pour les bombardements alliés. Dans la nuit du 5 au 6 avril, le chemin Carrosse et les usines sont dévastées par un bombardement anglo-américain. Un avion, après avoir explosé, s'écrase près de la route de Revel (actuelle avenue Antoine-de-Saint-Exupéry),. Les installations d'Air France, contraint depuis 1943 d'effectuer des opérations de maintenance pour la Lufthansa, sont également durement touchées.

#### Dans la seconde moitié duXXesiècle

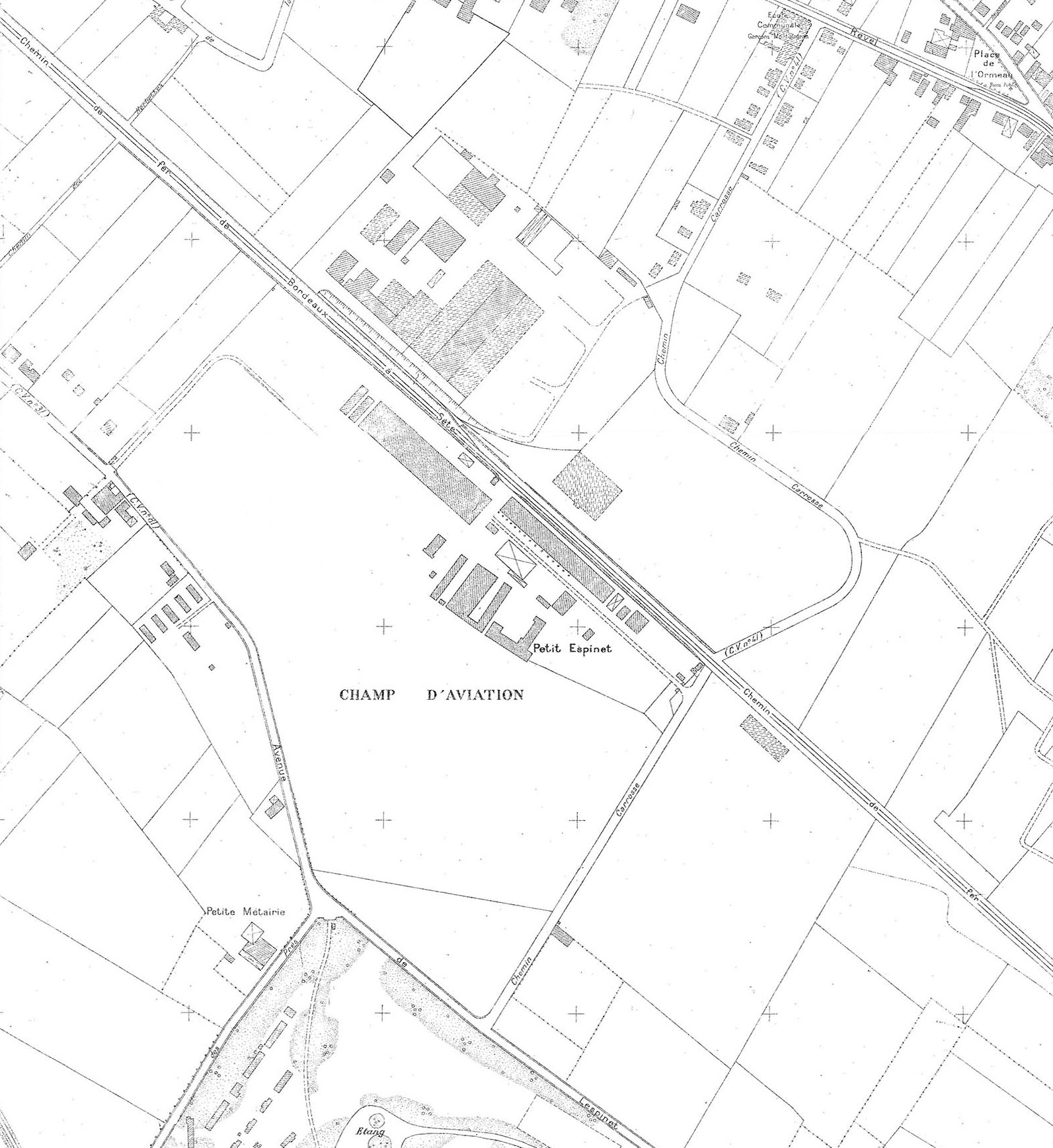
Plan de l'aérodrome de Montaudran en 1948.

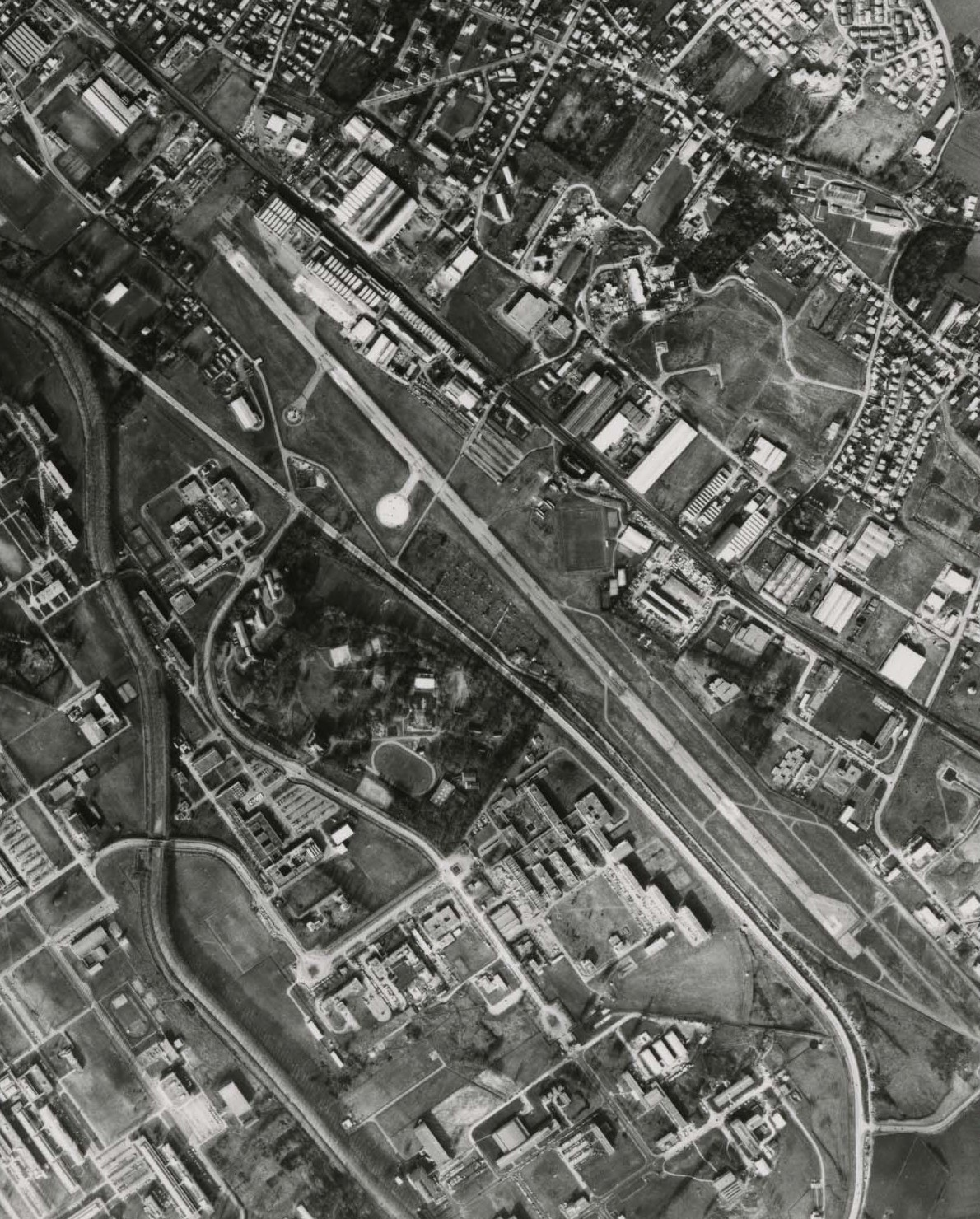
Vue aérienne de l'aérodrome de Montaudran en 1977.

Dans la seconde moitié du XXe siècle, le chemin Carrosse s'urbanise progressivement. Il se borde principalement de maisons, caractéristiques des constructions contemporaines de la banlieue toulousaine (actuels no 62 à 66 et 76 ; no 63, 65, 69 et 73 à 79). En 1955, la cité Carrosse est construite face à l'entrée des usines Breguet (actuels no 52-60) afin de loger une partie des ouvriers. Les constructions se poursuivent dans les décennies suivantes avec, en 1977, la résidence Lavidalie (actuels no 1-3 impasse Jean-Lavidalie) et la résidence Collenot (actuels no 2-8 impasse Alexandre-Collenot).
L'activité aéronautique se poursuit également, quoique, en 1947, le ministère des transports établisse que l'aérodrome de Montaudran est un « aérodrome privé agréé avec restriction, réservé exclusivement au centre d'ateliers de réparations d'Air France ». Les usines Breguet poursuivent leurs activités de construction jusqu'en 1959, date à laquelle elles sont déménagées à Colomiers (actuel chemin de la Crabe). Le site de Montaudran est transformé en centre d'essai et de maintenance jusqu'en 1971, après la fusion avec Dassault Aviation. L'entreprise Air France Industries poursuit quant à elle son activité de maintenance des avions jusqu'en 2003, après son déménagement à Blagnac au cœur du site AéroConstellation.

#### AuXXIesiècle
Au début du XXIe siècle, le quartier se transforme profondément. En 2003, à la suite de la fermeture définitive de l'aéroport de Montaudran et des derniers ateliers de maintenance aéronautique, une partie des terrains industriels qui bordent le chemin Carrosse sont dévolus à de nouvelles activités artisanales ou tertiaires. Les anciennes halles Latécoère abritent depuis 2020 la Cité des start-up, aménagée par le conseil régional d'Occitanie, et les anciens locaux d'Air France Industries le lycée professionnel privé Skhole d'art. Dans le même temps, le développement de la zone d'aménagement concerté (ZAC) Montaudran favorise la densification du quartier : plusieurs maisons et bâtiments industriels disparaissent au profit de programmes immobiliers qui permettent la construction de résidences (actuels no 53, 58, 68, 70, 72-74 et 78).
En 2020, le passage à niveau franchissant les voies de la ligne de chemin de fer est supprimé, transformant le chemin Carrosse en impasse. Un tunnel, accessible aux piétons, est aménagé sous les voies de la ligne de chemin de fer, donnant accès à la dernière partie du chemin Carrosse, désormais absorbée par l'avenue de l'Aérodrome-de-Montaudran.

## Patrimoine et lieux d'intérêt

### Usine aéronautique Latécoère
Inscrit MH (1997, bâtiment de la salle d'attente des passagers ; les trois nefs des anciennes halles de montage Latécoère ; la piste ; façades et toitures du bâtiment de direction et de son aile gauche en retour sur cour) et  Patrimoine XXe siècle (2007).

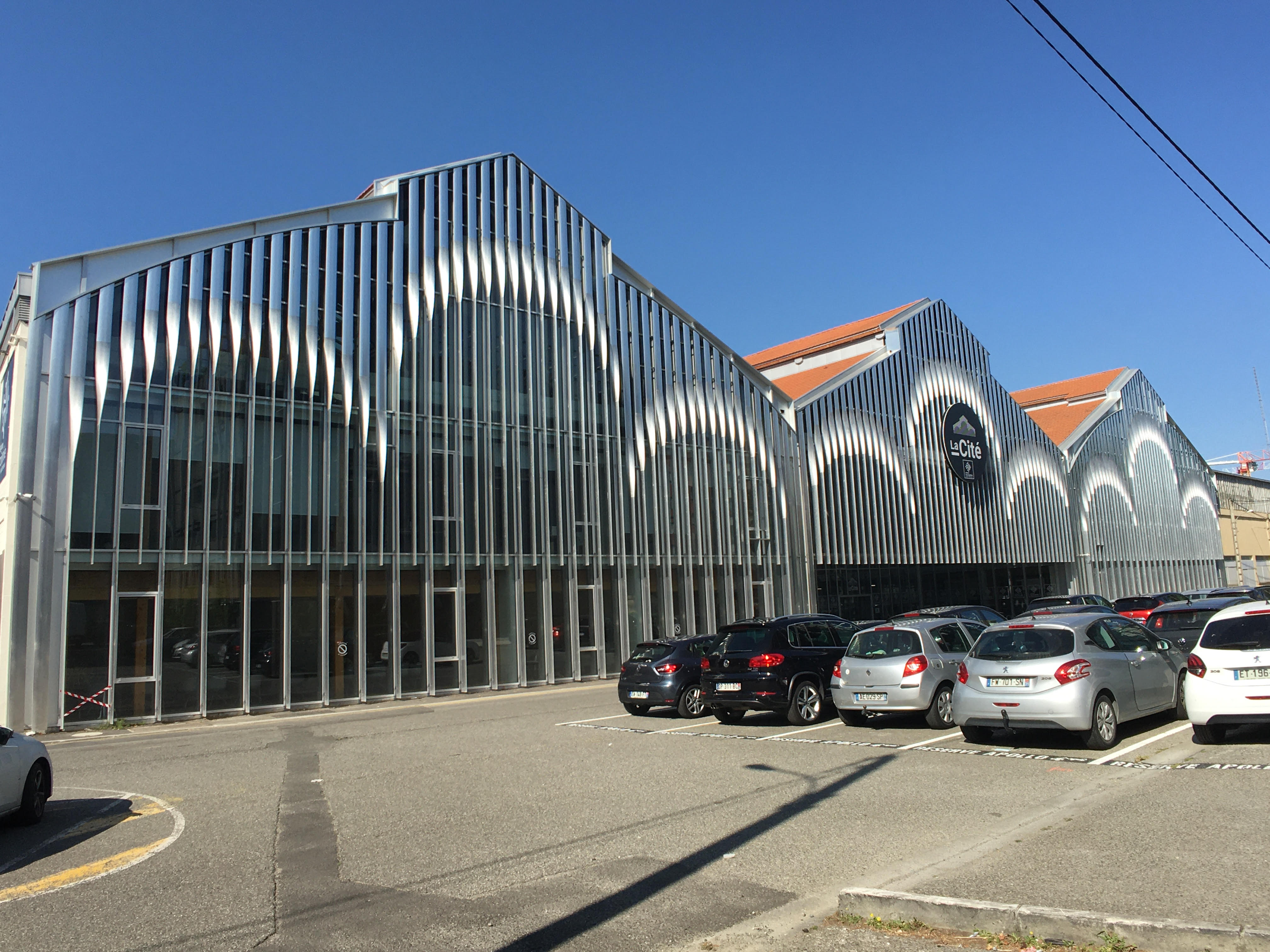
no 55 : vue extérieure des halles de l'usine Latécoère.

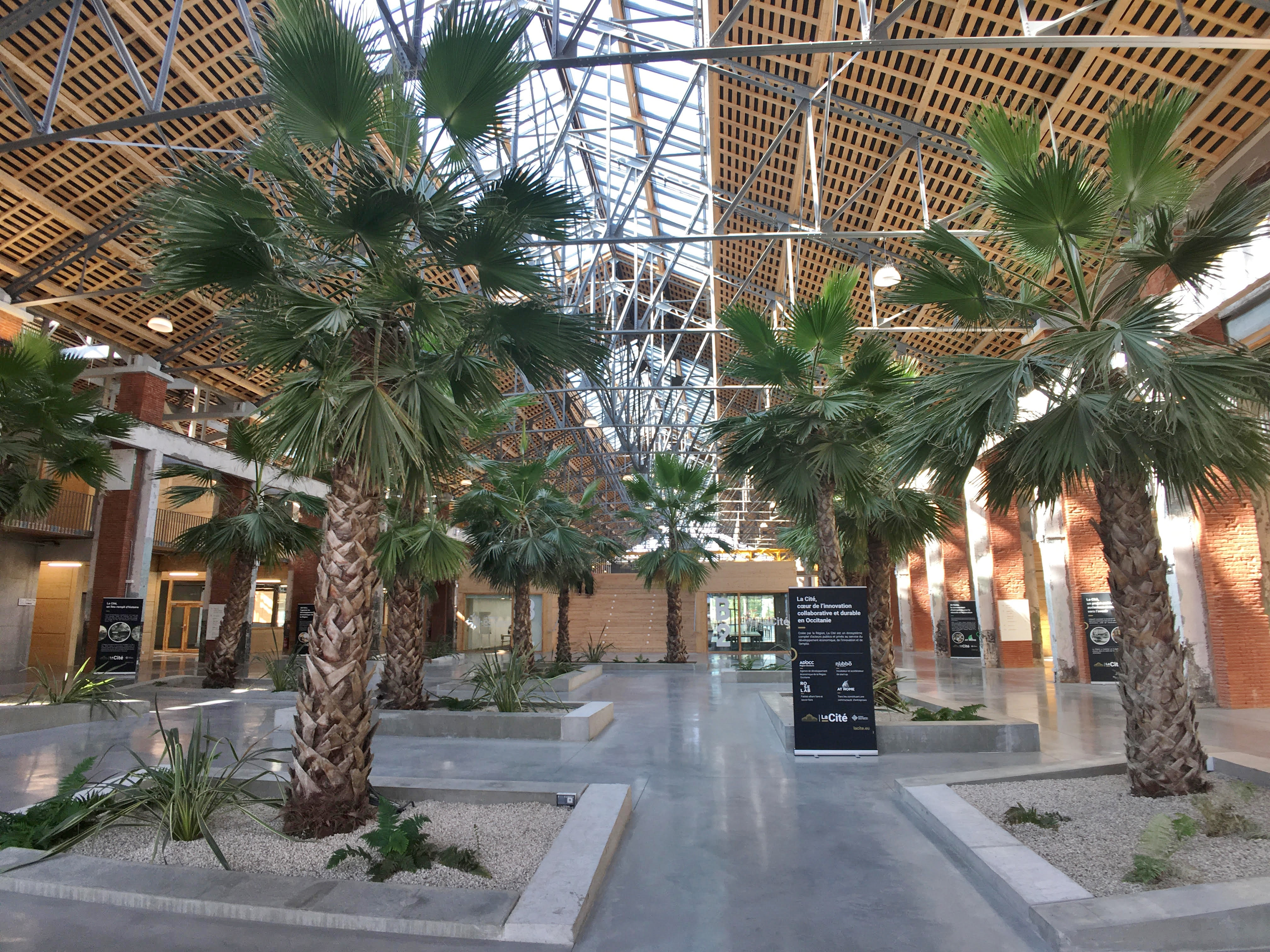
no 55 : vue intérieure de la halle centrale.

La première usine aéronautique Latécoère est implantée en 1917 au sud du quartier Montaudran, du côté nord de la voie ferrée. L'année suivante, une piste d'envol est aménagée au sud de cette même voie, permettant l'ouverture du premier aérodrome toulousain. Le château Lespinet-Raynal, demeure de la fin du XVIIIe siècle, abrite le bâtiment de la direction. Le site a été profondément bouleversé. Les halles de montage, l'ancienne salle d'attente des passagers, le château et quelques hangars ont été conservés. Ils accueillent depuis 2018 un musée, L'Envol des pionniers, tourné vers l'histoire de l'Aéropostale.
Les anciennes halles de montage Latécoère s'élèvent perpendiculairement aux voies de la ligne de chemin de fer. Elles consistent en trois nefs de 130 mètres de long et 30 mètres de large. La nef centrale possède des piliers de brique sur lesquels repose une charpente métallique, tandis que les nefs latérales ont une ossature en béton armé. Les halles sont rénovées en 2020 par l'agence toulousaine Taillandier Architecture Associés pour le compte du conseil régional d'Occitanie. Les murs pignons des trois halles sont habillées de lames d'aluminium vrillées. Les trois halles offrent désormais une superficie de 12 000 m². La première halle abrite au rez-de-chaussée un foyer, un restaurant et des espaces de réunion, dont une salle de 200 places, dévolus à l'agence régionale de développement économique, Ad'Occ, et à l'étage les bureaux de plusieurs start-up. La deuxième halle est consacrée aux expositions, tandis que la troisième halle héberge un espace pour faire voler des drones et un Fab lab.